# Шевчук Василь Якович
Васи́ль Я́кович Шевчу́к (* 19 січня 1954, Андрієвичі, Ємільчинський район, Житомирська область, УРСР) — міністр охорони навколишнього природного середовища та ядерної безпеки України у 1998–2000 роках. Міністр екології та природних ресурсів України у 2002—03. Українець.
Доктор економічних наук (1992), професор (1997); заступник директора — завідувач відділу комплексних проблем державотворення Інституту законодавства ВР України; член Національної ради сталого розвитку при Президенті України (з 05.2003); член Міжвідомчої комісії з науково-технологічної безпеки при Раді національної безпеки і оборони України; голова Президії НУО Українського товариства охорони природи.

## Біографія
Освіта: Київський інститут народного господарства, обліково-економічний факультет (1971–1975), економіст; аспірантура Ради з вивчення продуктивних сил України АНУ (1981).
У 1981 – 1992 роках працював молодшим науковим співробітником Ради по вивченню продуктивних сил НАН України; в системі Держбуду України і Монголії; провідним науковим співробітником, керівником Центру економічних досліджень і прогнозування Київського національного університету будівництва та архітектури Міносвіти України.
02.1992 – 01.1993 рр. – консультант, старший консультант Економічної служби Президента України. Координував розробку інвестиційної політики.
01.1993 – 03.1995 рр. – заступник міністра охорони навколишнього природного середовища України. Очолював розробку й впровадження економічного механізму раціонального природокористування та охорони навколишнього природного середовища, охорону й відтворення водних ресурсів та екосистем, фінансове забезпечення природно-заповідного фонду.
03.1995 – 09.1997 рр. – перший заступник міністра охорони навколишнього середовища та ядерної безпеки України. Організував розробку й впровадження Основних напрямів державної політики України у галузі охорони навколишнього природного середовища, використання природних ресурсів та
забезпечення екологічної безпеки.
09.1997 – 08.1998 рр. – перший заступник міністра економіки України. Організував розробку політики стимулювання інвестиційної діяльності в Україні, що дало змогу подолати спад і відновити економічний розвиток.
08.1998 – 03.2000 рр. – міністр охорони навколишнього середовища та ядерної безпеки України. Забезпечив державне регулювання ядерної, радіаційної та техногенно-екологічної безпеки; ліквідації наслідків Чорнобильської катастрофи; розробку й впровадження екологічного аудиту і некапіталомісткої модернізації виробництва; Національної програми екологічного оздоровлення басейну ріки Дніпро та поліпшення якості питної води; Державної програми охорони Чорного і Азовського морів та ін. Очолював делегації України на форумах МАГАТЕ, в ЄЕК ООН, Глобального екологічного фонду, що сприяло зростанню підтримки України.
03.2000 – 12.2002 рр. – керівник Апарату Ради національної безпеки і оборони України, директор Українського інституту досліджень навколишнього середовища і ресурсів при РНБО України. Організовував підготовку матеріалів до засідань РНБО з важливих питань, у тому числі науково-технологічної безпеки та інноваційної політики, безпеки водних ресурсів та якості питної води, глобальних змін клімату та національної політики у цій сфері, забезпечення техногенно-екологічної безпеки та ін.
Очолював наукову розробку проекту Концепції національної безпеки України (нової редакції), яка була затверджена Верховною Радою України Законом «Про основи національної безпеки України» і передбачала курс на Європейську інтеграцію та вступ до НАТО. Ініціював створення Міжвідомчої комісії з науково-технологічної безпеки при РНБО України. Разом з НАН України забезпечив розробку проекту Національної доктрини інноваційного розвитку та модернізації економіки України.
Забезпечив підготовку Національної доповіді України про стан впровадження на національному рівні «Порядку денного на XXI століття», взяв участь у складі державної делегації України у Всесвітньому саміті з сталого розвитку (Йоганнесбург, 2002 р.).
7.04.2000 року присвоєно перший ранг державного службовця.
12.2002 – 06.2003 рр. – міністр екології та природних ресурсів України. Глава делегації України та керівник Національного організаційного комітету 5-ї Пан-Європейської конференції міністрів «Довкілля для Європи» (м. Київ, 21-23 травня 2003 р.
Проводив активну міжнародну діяльність. Забезпечував підписання та ратифікацію Україною Кіотського протоколу до Рамкової конвенції ООН про зміну клімату, що принесло економіці України більше 1 млрд дол. інвестицій.
Від імені України підписав Конвенцію про охорону і сталий розвиток Карпат, ряд міжнародних конвенцій та протоколів, двосторонніх міждержавних угод з багатьма країнами Європи.
06.2003 – 11.2003 р. – президент Фонду відродження Дніпра. Головна сфера діяльності – сприяння реалізації Національної програми екологічного оздоровлення басейну ріки Дніпро та поліпшення якості питної води.
11.2003 – 08.2006 рр. – керівник Секретаріату Голови Верховної Ради України.
08.2006 – 02.2011 рр. – заступник директора-завідувач відділу комплексних проблем державотворення Інституту законодавства Верховної Ради України. Забезпечував розробку актуалітетів політики розвитку.
03.2011 – т/ч – Генеральний директор Центру досліджень сталого розвитку; Президент Міжнародного фонду Дніпра.
03.2003 – т/ч – Голова Українського товариства охорони природи – всеукраїнської громадської організації, утвореної у 1946 р.,
яка об’єднує понад 1 млн членів.
Член Наукової ради з навколишнього середовища і сталого розвитку НАН України.
Голова секції «Теорія ноосферогенезу і гармонійного розвитку» та член бюра Наукової ради з навколишнього середовища і сталого розвитку НАНУ. Дійсний член Російської академії будівельних наук і архітектури.
Позапартійний.
Нагороджений Почесною Грамотою Верховної Ради України.
Автор більше 200 наукових праць, у тому числі понад 30 монографій, книг і підручників з проблем державотворення, політики розвитку, економіки, екології, національної і глобальної безпеки, зокрема: «Макроекономічні проблеми сталого розвитку», «Енциклопедія водного господарства, природокористування, природовідтворення, сталого розвитку», «Основи інвестиційної діяльності», «Сталий розвиток і економіка природовідтворення», «Ноосферогенез і гармонійний розвиток», «Ріо-де-Жанейро — Йоганнесбург: паростки ноосферогенезу і відповідальність за майбутнє», «Екологічний аудит», Екологічне управління", «Модернізація виробництва: системно-екологічний підхід», «Гармонія життєвих сил Дніпра» та ін. Автор (співав.) численних законопроєктів, нормативно-правових актів, концепцій, доктрин, загальнодержавних і нац. програм. Здійснював наук. керівництво підготовкою «Основ національної безпеки України», «Концепції сталого розвитку України», «Національної доктрини інноваційного розвитку і модернізації економіки України», "Національної доповіді України про стан виконання положень «Порядку денного на XXI століття» до Всесвіт. самміту зі сталого розвитку (Йоґаннесбурґ, 2002), «Національної доповіді України про гармонізацію життєдіяльності суспільства у навколишньому природному середовищі» та інші.
Захоплення: міжнародні шашки (майстер спорту, чемпіон і призер всесоюзних і республіканських змагань).

## Сім'я
Батько Яків Андрійович (1917—†1979) — хлібороб; мати Ольга Оксенівна (1926) — хлібороб; дружина Нєженцева Оксана Вадимівна (1959) — к.ек.н.; дочка Юлія (1983) — маґістр права.

## Перелік вибраних публікацій
1. В.Я.Шевчук. Як покращити фінансування природоохоронних територій в умовах дефіциту державного бюджету. – К., 17 лютого 2015 р. – Електронний ресурс: www.ukrpryroda.org.
2. В.Я.Шевчук. Як перейти до енергоефективного розвитку України. – К., 20 березня 2015 р. – Електронний ресурс: www.ukrpryroda.org.
3. В.Я.Шевчук. Політика енергоефективного розвитку і зміни клімату. Монографія / В.Я.Шевчук, Н.Р.Малишева, Т.Т.Ковальчук, І.Г.Манцуров та ін. // За ред. В.Я.Шевчука. – К.: ЦП «Компринт», 2014. – 218 с.
4. В.Я.Шевчук. Як наблизити Коаліційну угоду до Європейських зразків. – К., 5 листопада 2014 р. - Електронний ресурс: www.ukrpryroda.org.
5. В.Я.Шевчук. Війна на Донбасі – це друга після Чорнобиля військово-техногенна катастрофа. – К., 30 жовтня 2014 р. - Електронний ресурс: www.ukrpryroda.org.
6. В.Я.Шевчук. Проявляється наша власна національна ідея – воля! – К., 14 серпня 2014 р. - Електронний ресурс: www.ukrpryroda.org.
7. В.Я.Шевчук. Довести, що Україна як держава – відбулася! / Виступ на науково-практичній конференції «Україна сьогодні: виклики для економіки та державності», Київський національний університет ім. Тараса Шевченка, 26 червня 2014 р. – Електронний ресурс: www.ukrpryroda.org.
8. В.Я.Шевчук. Природа визначила напрямок розвитку України / Виступ на Міжнародній конференції у м. Києві в Національному науково-природничому музеї, 15 квітня 2014 р. – Електронний ресурс: www.ukrpryroda.org.
9. В.Я.Шевчук. Якою ми бачимо діяльність нового Уряду в екологічній сфері? – К., 25 лютого 2014 р., Електронний ресурс: www.ukrpryroda.org.
10. В.Я.Шевчук. Як модернізувати промисловість України. – К., 3 липня 2014 р., Електронний ресурс: www.ukrpryroda.org.
11. В.Я.Шевчук. Моніторинг довкілля – засіб від екологічної сліпоти. – К., 28 лютого 2013 р. - Електронний ресурс: www.ukrpryroda.org.
12. В.Я.Шевчук. Еко-актуалітети політики розвитку. – К., 8 листопада 2012 р. - Електронний ресурс: www.ukrpryroda.org.
13. В.Я.Шевчук. Проблеми видобутку сланцевого газу в Україні: еколого-економічні аспекти. – К., 17 жовтня 2012 р. - Електронний ресурс: www.ukrpryroda.org.
14. В.Я.Шевчук. Ноосферні засади нової політики розвитку: до 150-річчя В.І.Вернадського. – К., 12 березня 2012 р. - Електронний ресурс: www.ukrpryroda.org.
15. В.Я.Шевчук. Економічні та соціогуманітарні проблеми державотворення // Проблеми законодавчого забезпечення пріоритетних сфер суспільних відносин. – К.: Інститут законодавства Верховної Ради України, 2010, 471 с. – С. 233-407.
16. В.Я.Шевчук. Актуалітети політики розвитку / Т.Т.Ковальчук, В.К.Черняк, В.Я.Шевчук – К., 2009. – 326 с.
17. В.Я.Шевчук. Економіко-правові проблеми державотворення в Україні (науково-експертні доповіді) / О.Л.Копиленко, Т.Т.Ковальчук, В.Я.Шевчук та ін. – К.: Ін-т законодавства Верховної Ради України, 2009. – 236 с.
18. В.Я.Шевчук. Реструктуризація промисловості в умовах інвестиційно-інноваційного розвитку економіки: Монографія / О.А.Кириченко, М.П.Денисенко, А.П.Гречан, В.Я.Шевчук та ін. – К.: ТОВ «Дорадо-друк», 2009. – 719 с.
19. В.Я.Шевчук. Актуальні проблеми економічної та соціальної політики в Україні // Ковальчук Т.Т., Черняк В.К., Шевчук В.Я. та ін. – К.: Парламентське видавництво, 2008. –  355 с.
20. В.Я.Шевчук. Менеджмент зовнішньоекономічної діяльності: Підручник / О.А.Кириченко, В.Я.Шевчук, А.А.Мазаракі та ін. – 2-ге вид., перероб. і доп. – К.: Знання, 2008. – 518 с.
21. В.Я.Шевчук. Актуальні проблеми державотворення на фундаменті ідеології сталого розвитку // Законодавча діяльність в Україні: стан, пріоритети, шляхи вдосконалення. – К.: Інститут законодавства Верховної Ради України, Вид-во «Фенікс», 2007, 736 с. – С. 7-54.
22. В.Я.Шевчук. Макроекономічні проблеми сталого розвитку: Монографія. – К.: Геопринт, 2006. – 200 с.
23. В.Я.Шевчук. Національна екологічна політика України: оцінка і стратегія розвитку / В.Я.Шевчук, Ю.М.Щербак, В.П.Кухар та ін. // За ред. В.Я.Шевчука. – К.: ПРООН Україна, 2007. – 184 с.
24. В.Я.Шевчук. Енциклопедія водного господарства, природокористування, природовідтворення, сталого розвитку / А.В.Яцик, В.Я.Шевчук. – К.: Ґенеза, 2006. – 1000 с.
25. В.Я.Шевчук. Глобальні зміни клімату: економіко-правові механізми імплементації Кіотського протоколу в Україні / В.Я.Шевчук та ін. // За ред. В.Я.Шевчука. – К.: Геопринт, 2005. – 150 с.
26. В.Я.Шевчук. Екологічне управління: Підручник / В.Я.Шевчук, Ю.М.Саталкін, Г.О.Білявський та ін. – К.: Либідь, 2004. – 432 с.
27. В.Я.Шевчук. Сталий розвиток і економіка природовідтворення: Монографія / В.Г.Сахаєв, В.Я.Шевчук. – К.: Геопринт, 2004. – 214 с.
28. Національна доповідь про гармонізацію життєдіяльності суспільства у навколишньому природному середовищі / В.Я.Шевчук, Ю.М.Саталкін та ін. – К.: Новий друк, 2003. – 125 с.
29. В.Я.Шевчук. Ноосферогенез і гармонійний розвиток / В.Я.Шевчук, Г.О.Білявський та ін. // За ред. В.Я.Шевчука. – К.: Геопринт, 2002. – 127 с.
30. В.Я.Шевчук. Ріо-де-Жанейро – Йоганнесбург: паростки ноосферогенезу і відповідальність за майбутнє / В.Я.Шевчук, Г.О.Білявський, Ю.М.Саталкін та ін. // За ред. В.Я.Шевчука. - К.: Геопринт, 2002. – 118 с.
31. В.Я.Шевчук. Порядок денний на XXI століття: національний шлях до гармонійного розвитку / В.Шевчук, Ю.Саталкін та ін. // За ред. В.Я.Шевчука. – К.: "Літсофт", 2002.
32. В.Я.Шевчук. Гармонія життєвих сил Дніпра: еколого-духовні нариси (Переднє слово Б.Є.Патона) / В.Я.Шевчук, Ю.М.Саталкін, Г.О.Білявський та ін. // За ред. В.Я.Шевчука. – К.: Геопринт, 2002. – 155 с.
33. В.Я.Шевчук. Основи професійного навчання з екологічної політики і управління: навчально-методичний посібник / В.Я.Шевчук, Г.О.Білявський, Ю.М.Саталкін та ін. – К.: Геопринт, 2002. – 78 с.
34. В.Я.Шевчук.Екологізація енергетики: Навч. посібник / В.Я.Шевчук, Г.О.Білявський та ін. – К.: Вища освіта, 2002. – 111 с.
35. В.Я.Шевчук. Проблеми і стратегія виконання Україною Рамкової конвенції ООН про зміну клімату / В.Я.Шевчук та ін. // За ред. В.Я.Шевчука. – К.: УІНСіР, 2001. – 96 с.
36. Шевчук В.Я., Чеботько К.О., Разгуляєв В.М. Біотехнологія одержання органо-мінеральних добрив із вторинної сировини. – К.: «Фенікс», 2001. – 204 с.
37. В.Я.Шевчук. Екологічне підприємництво: Навчальний посібник / В.Я.Шевчук, Ю.М.Саталкін, В.М.Навроцький та ін. – К.: Мета, 2001. – 191 с.
38. В.Я.Шевчук. Екологічне оздоровлення Дніпра / В.Шевчук, О.Мазуркевич та ін. – К.: 2001. – 267 с.
39. В.Я.Шевчук. Довідник з питань економіки та фінансування природокористування і природоохоронної діяльності / В.Я.Шевчук, М.О.Пилипчук та ін. – К.: Геопринт, 2000. – 412 с., 52,5 д.а. (17,0 д.а. авт.).
40. В.Я.Шевчук. Екологічний аудит: Підручник / В.Я.Шевчук, Ю.М.Саталкін, В.М.Навроцький. – К.: Вища школа, 2000. – 344 с.
41. Національна доповідь про стан навколишнього природного середовища України в 1997 році.// За ред. В.Я. Шевчука. - К.: Типографія "Столиця", 1999.-132 с.
42. Національна доповідь про стан навколишнього природного середовища України в 1998 році. // За ред. В.Я. Шевчука. - К: Видання Українського транспортного університету, 1999. - 171 с.
43. В.Я.Шевчук. Основи інвестиційної діяльності / В.Я.Шевчук, П.С.Рогожин. - К.: Ґенеза, 1997. - 384 с., 35,0 д.а. (17,5 д.а. авт.).
44. В.Я.Шевчук. Модернізація виробництва: системно-екологічний підхід: Посібник з екологічного менеджменту. - К.: Символ-Т, 1997. - 245 с.,12,0 д.а. (6,0 д.а. авт.).
45. В.Я.Шевчук. Екологічний аудит: Посібник з екологічного   менеджменту і екологічного аудиту. - К.: Символ-Т, 1997. - 219 с., 10,0 д.а. (5,0 д.а. авт.).
46. В.Я.Шевчук. Україна: проблеми сталого розвитку (Наукова доповідь). - К.: РВПС України НАН України, 1997. - 149 с., 8,0 д.а.
47. В.Я.Шевчук. Немає другого Дніпра... - К.: Вища школа, 1997. - 112 с., 14,53 д.а. (3,0 д.а. авт.).
48. В.Я.Шевчук. Економіка і екологія водних ресурсів Дніпра: Посібник. - К.: Вища школа, 1996.- 208 с., 11,4 д.а. (7,0 д. а. авт.)
49. В.Я.Шевчук. Економіка і організація охорони навколишнього середовища: Підручник / В.Г.Сахаєв, В.Я.Шевчук. - К.: Вища школа, 1995. - 272 с., 15,48 д.а. ( 7,74 д.а. авт.).
50. В.Я.Шевчук. Украина: экономика и окружающая среда. – Женева: ЕЭК ООН, 1993. – 30 с.
51. В.Я.Шевчук. Умови ефективного інвестування в будівництві: Монографія – К.: Будівельник, 1991, 8,0 д. а.
52. В.Я.Шевчук. Повышение эффективности труда в строительстве. / В.Г.Федоренко, В.Я.Шевчук – К.: Будівельник, 1988, 8,0 д.а. (2.0 д.а. авт.)
53. Кадастр-классификатор строительного минерального сырья Украинской ССР. – К.: Наукова думка, 1979, 124,0 д.а. (6,2 д.а. авт.).
54. Preserving the Dnipro river: harmony, history and rehabilitation. – IDRC (Ottawa, Cairo, Dakar, Montevideo, Nairobi, New Delhi, Singapore), 2005. – 116 c.